# 名古屋遊覧バス

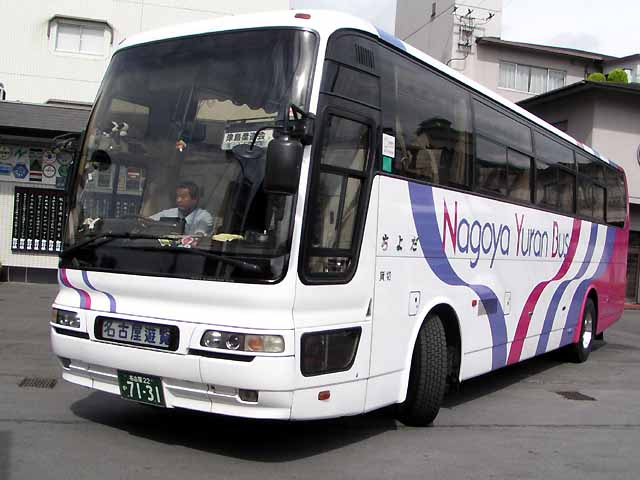
貸切車の一例

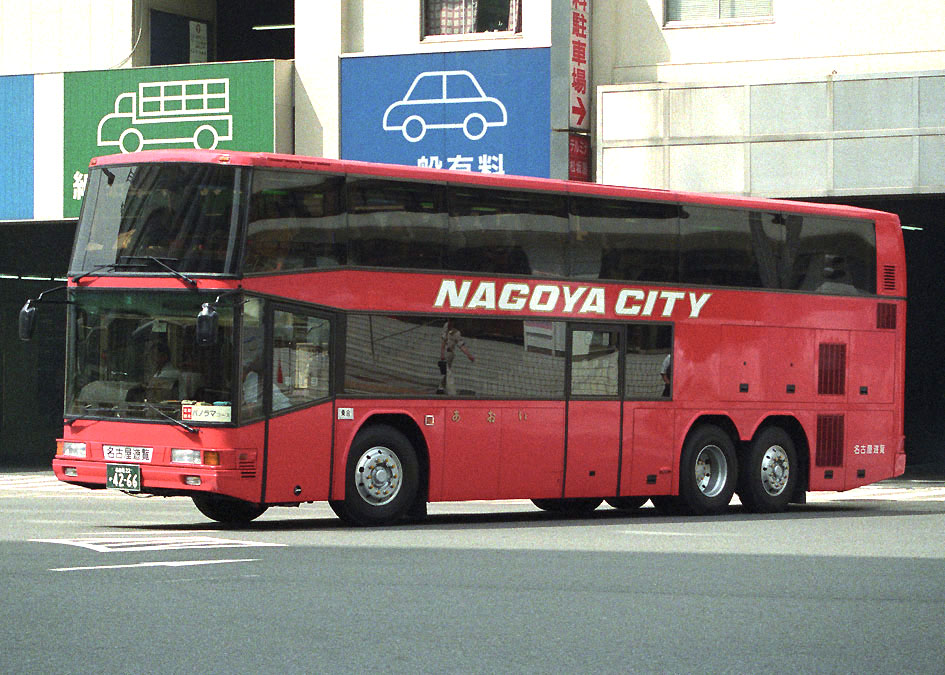
定期観光バス

名古屋遊覧バス（なごやゆうらんバス）は、かつて存在した愛知県名古屋市内の定期観光バスや貸切バスを運行していたバス事業者である。

## 概要
1962年（昭和37年）に名古屋鉄道と名古屋市、中部観光自動車（現在の鯱バス）、東海銀行（現在の三菱UFJ銀行）の共同出資で設立され、名古屋市営バスの定期観光事業を継承した。本社と営業所は愛知県名古屋市中川区富船町に設置されていた。
名古屋市の定期観光バスは市営バスが1951年（昭和26年）に運行していたが、名古屋鉄道も独自の名古屋市内定期観光バスを運行する計画があった。更に中部観光自動車も名古屋市内定期観光バスの運行を目論んでいて、これら3社局による競合となり、協議・調整の結果、名古屋遊覧バスが設立された。
近年は貸切バス使用の観光客の減少や民間競合、定期観光コースの不振、さらに2003年（平成15年）以降、愛知県内でも排出ガス規制が強化されるため車両の代替費用がかさむこと、更には名古屋市の外郭団体の位置付けであったため、極端な賃金の引き下げや他部門への事業展開が困難であったこともあり、赤字解消の目処が立たず、2006年（平成18年）3月に事業を廃止した。
この結果名古屋市から定期観光バスが姿を消したが、名古屋市交通局が一般バスを使用した「名古屋観光ルートバス」の運行を開始した。1乗車200円（当時）は名古屋市営バスと同じであるが、乗り放題500円の1日券も発売した。この「名古屋観光ルートバス」は、2007年（平成19年）7月21日から「メーグル」と改称。専用車を導入し運転本数を大幅に増加するなどテコ入れを図った。なおこの「メーグル」は、区内各地と区役所や各官公署などを結ぶ行政路線である「地域巡回バス」の扱いで、赤字分は全額公費負担となっている。

## 車両
三菱ふそうトラック・バスの車両が中心だった。
発足当時の車体の色は白地に紫色の帯で、名鉄バスの白地に赤帯を基本としつつ、名古屋市営バスの窓下部分の空色を混ぜて設定したと言われている。
車両ごとに名古屋市にちなんだひらがなの愛称が付けられていた。
パノラマコースに就役していた2台の二階建てバス（日産ディーゼル・スペースドリーム、三菱ふそう・エアロキング）は、1985年（昭和60年）に名古屋市国際展示場（ポートメッセなごや）で開催された名古屋輸入博「ワールドインポートフェア」の来場者輸送用に名古屋市交通局が購入したもので、会期終了後に譲り受けていた。

## 定期観光コースの主な見学地

### 名古屋市内
- 名城公園（名古屋城）
- 熱田神宮
- 名古屋テレビ塔
- 名古屋港（名古屋港水族館見学、遊覧船乗船）
- 名古屋能楽堂
- トヨタ産業技術記念館
- 白鳥庭園
- 徳川美術館
- 東山公園スカイタワー
- ルイス・ティファニー美術館　※ 移転前

### 名古屋市外
- トヨタ博物館（長久手市：当時は愛知郡長久手町）
- 犬山城（犬山市）
- 博物館明治村（犬山市）
- リトルワールド（犬山市）
- お菓子の城（犬山市）
- 田縣神社（小牧市）
- 名古屋空港（西春日井郡豊山町）
- 長良川鵜飼（岐阜県岐阜市、ナイトコース）